# 083号線 (チェコ)
チェコ国鉄083号線、別名ルンブルク～ゼブニッツ線（チェコ語：Železniční trať Rumburk–Sebnitz）は、チェコ国鉄の鉄道線の名称である。
1873～1905年にかけて、帝国特認ボヘミア北部鉄道（k.k. previlegierte Böhmische Nordbahn, BNB）の路線として、ルンブルク側から徐々に開業した。なお、ルンブルク - ゼブニッツ - バド・シャンダウ - ヂェチーンで一つの083号線と案内されているが、本頁ではルンブルク - ゼブニッツ間のみについて説明する。ドイツ国内についてはドイツ国鉄248号線を、バド・シャンダウ - ヂェチーン間についてはジェチーン-ドレスデン＝ノイシュタット線の項目を参照。

## 歴史
1870年にザクセン王立鉄道はシャンダウ（現在バート・シャンダウ）からバウツェンまで鉄道建設を計画した際に、シュルッケナウ（現在シュルクノ）方面の分岐線も考慮した。オーストリア政府は1871年7月17日にルンブルク - シュルッケナウ区間の鉄道建設とバウツェン方面の潜在的な延長に関する免許をBNBに与えた。建設許可は付与から90年間有効だと保証され、建設期限は1872年と規定された。ザクセン王国はシュルッケナウ - バウツェン間の直接連結を望んだが、BNBはエルベ川と上ラウジッツ間の鉄道建設について関心を持たなかった。王立鉄道は独力でバウツェン - バート・シャンダウ線をオーストリア領土に触れずに1877年9月まで建設した。BNBは1873年1月8日にルンブルク - シュルッケナウ区間を開通したものの、バウツェン方向の建設を実行しなかった。およそ10年が経過しシュルッケナウ - ニクスドルフ（現在ミクラーショヴィツェ下駅）区間の建設許可が与えられて、その区間は1884年12月14日に開業された。
オーストリア＝ハンガリー帝国とザクセン王国は1898年11月27日に国際鉄道に関する条約を締結して、ウィーンでは条約が1899年1月25日に批准された。ニクスドルフ - ゼブニッツ区間の場合、境界駅はゼブニッツ駅に規定された。建設・運営機関が私鉄か国鉄かは選択事項であった。1903年2月9日にニクスドルフ - 国境間の地方鉄道建設免許が1898年の条約の根拠でBNBに与えられた。1904年11月15日にニクスドルフ - ニーダーアインジーデル（現在ドルニーポーステヴナ）間が、1905年7月14日に残り区間がそれぞれ開通された。
1908年にBNBは国有化されて、この路線は他のBNB路線とともにオーストリア帝国鉄道（k.k. österreichische Staatsbahnen, kkStB）の路線網に編入された。国際貨物列車は主に農産物と石炭を運搬して、旅客列車はザクセンに通勤したシュルクノフ凸状地域（Šluknovský výběžek）の居住者が利用した。
オーストリア＝ハンガリー帝国の解体とチェコスロバキアの独立により'ルンブルク - 国境線区間はチェコスロバキア国鉄（Československé státní dráhy, ČSD）に属することとなった。1938年10月、ズデーテン併合の後にこの路線はドイツ国営鉄道（Deutsche Reichbahn, DR）の路線網に編入された。
1945年にČSDがルンブルク - ドルニーポーステヴナ区間を再び引き受けて、国際旅客列車は2014年まで通行しなかった。1946年までドイツ系住民はズデーテン地方から追放されて、そこに移住したチェコスロバキア人がかなり少なかったので、輸送量は戦争以前より減少した。工場と産業施設の廃業により貨物輸送は重要性を失った。1948年に貨車一両がドルニーポーステヴナ駅で離脱してバウツェン - バート・シャンダウ線上に転がる事故が発生した。貨車はようやくゴースドルフ＝コールミューレ駅で止まった。ČSD機関車による車両は回収されて、これはおそらく2014年以前最後の列車の国境通行であったと考えられる。
1993年1月1日、チェコスロバキアの分離により、この路線は新生のチェコ鉄道（České dráhy, ČD）が引き受けた。 1990年以降、線路復旧と国際列車の運行再開が求められた。
2006年にジェチーン郡、チェコ鉄道、上エルベ運輸連合（Verkehrsverbund Oberelbe, VVO）は契約によりドルニーポーステヴナ - ゼブニッツ間線路再建に関する事項に合議した。2009年に鉄道施設路線管理公団（Správa železniční dopravní cesty, SŽDC）は8000万コルナの投資金で線路改築、施設改修工事を完了した。
2012年7月19日にDBネッツと運輸連合はゼプニッツ - 国境線間の鉄道再建と財務に関する契約を締結した。2013年4月に工事は始まって、信号装置の設置後、2014年7月に完了した。総工事費はおよそ300万ユーロであった。ルンブルク - ジェチーン間の普通列車系統は同月5日に導入された。
鉄道管理公団（Správa železnic, SŽ）は2020年にヴィレーモフ高架橋改築を計画した。工事は2020年9月から3ヶ月間実行される予定であったが、コロナウイルス感染症の流行の原因で鉄鋼部材が適時に供給できず、工事は翌年に延期された。2021年4月から7月までルンブルク - ヴェルキーシェノフ区間が全般に改修されて、許容速度は90 km/hに向上した。

## 運行形態
ルンブルク - ドルニーポーステヴナ間はウースチー州運輸連合（Doprava Ústeckého Kraje, DÚK）の運賃制が適用される区間である。

### 特急「リフリーク(R)」
- R21系統：　コリーン - ルンブルク - シルクノフ　【土曜・休日運行】　　※アリヴァ列車による運行
土曜・休日に限り、一日3往復運行される。ルンブルク以南は081号線に乗り入れる。
過去の運行形態
2018年以前は、一日1.5往復（休日2往復）の運行であった。
2019年は一日1.5往復（休日1往復）の運行であった。
2020-22年度は、一日2往復（金・土・休日3往復）の運行であった。
2023年度に、平日の運行を取りやめた。

### 普通
- U 28: ルンブルク～ゼブニッツ～バド・シャンダウ～ヂェチーン　　※チェコ鉄道による運行
2時間に1本運行される[18]。ゼブニッツ以西は大半がドイツ国鉄248号線に乗入れる。
2020年以前は、一日1本のみ、081号線への直通便が、ドルニー・ポウステヴナ→ルンブルク→ヂェチーンの系統で運行していた。また、2020年秋に限り、ゼブニッツ以西のドイツ国内で運休していた。

- 過去の運行系統
  - ルンブルク - シルクノフ　　※アリヴァ列車による運行　　【月－木曜運行】
2020-22年度に、月－木曜限定で一日1往復のみ運行していた。ヴァルデクを通過していた。
2023年度に廃止。

## 駅一覧
以下では、チェコ国鉄083号線の駅と営業キロ、停車列車、接続路線などを一覧表で示す。
- 種別
  - R：特急
  - Os：普通
- 停車駅
  - ■印：全列車停車
  - ●印：一部通過
  - ○印：一部停車
  - ｜印：全列車通過

| 路線名 | 駅名                               | 駅間営業キロ | 累計営業キロ | R  | Os | 接続路線          | 所在地       | 所在地                                          |
| ------ | ---------------------------------- | ------------ | ------------ | -- | -- | ----------------- | ------------ | ----------------------------------------------- |
| 083    | ルンブルク駅                       |              | 0.0          | ■  | ■  | 081号線、084号線  | ウースチー州 | ヂェチーン郡                                    |
| 083    | ヴァルデク駅                       | 4.5          | 4.5          | ｜ | ■  |                   | ウースチー州 | ヂェチーン郡                                    |
| 083    | シルクノフ・ウードリー駅（休止中） | (2.7)        | (7.2)        | ｜ | ｜ |                   | ウースチー州 | ヂェチーン郡                                    |
| 083    | シルクノフ駅                       | (2.4) 5.1    | 9.6          | ■  | ■  |                   | ウースチー州 | ヂェチーン郡                                    |
| 083    | シルクノフ停留所                   | 2.0          | 11.6         |    | ■  |                   | ウースチー州 | ヂェチーン郡                                    |
| 083    | ヴェルキー・シェノフ停留所         | 3.0          | 14.6         |    | ■  |                   | ウースチー州 | ヂェチーン郡                                    |
| 083    | ヴェルキー・シェノフ駅             | 1.8          | 16.4         |    | ■  |                   | ウースチー州 | ヂェチーン郡                                    |
| 083    | リポヴァー・ウ・シルクノヴァ駅     | 1.6          | 18.0         |    | ■  |                   | ウースチー州 | ヂェチーン郡                                    |
| 083    | ミクラーショヴィツェ下駅           | 2.2          | 20.2         |    | ■  | 084号線           | ウースチー州 | ヂェチーン郡                                    |
| 083    | ヴィレーモフ・ウ・シルクノヴァ駅   | 1.8          | 22.0         |    | ■  |                   | ウースチー州 | ヂェチーン郡                                    |
| 083    | ホルニー・ポウステヴナ駅           | 1.8          | 23.8         |    | ■  |                   | ウースチー州 | ヂェチーン郡                                    |
| 083    | ドルニー・ポウステヴナ駅           | 2.1          | 25.9         |    | ■  |                   | ウースチー州 | ヂェチーン郡                                    |
| 083    | ゼブニッツ駅                       | 1.2          | 27.1         |    | ■  | ドイツ国鉄248号線 | ザクセン州   | ゼクスィシェ=シュヴァイツ・オスターツゲビルゲ郡 |